# Міто Холліхок
Міто Холліхок (яп. 水戸ホーリーホック, Міто Холліхок) — японський футбольний клуб з міста Міто, який виступає в Джей-лізі 2.